# Abbaye de Casanova
Il existe une autre abbaye de Casanova, située pour sa part dans les Abruzzes
L'Abbaye Santa Maria di Casanova est une ancienne abbaye cistercienne, sise en Italie, dans la commune de Carmagnole (Piémont, province de Turin).

## Situation
L'abbaye est située dans la plaine du Pô, à environ vingt-cinq kilomètres au sud du centre de Turin et à environ sept à l'est du bourg de Carmagnole.

## Histoire

### Fondation
L'abbaye de Casanova est fondée à l'initiative de Manfred Ier, marquis de Saluces et de sa femme Oddone, qui offrent aux moines de Tiglieto une terre en 1130, 1137 ou 1142. Quoi qu'il en soit, la date retenue pour la fondation est 1151, année durant laquelle Innocent III prend officiellement l'abbaye sous sa protection. Cette protection est confirmée par un acte semblable de la part d'Henri V en 1195.

### Période médiévale
L'église abbatiale aurait été consacrée dès 1160 selon certains textes. Cependant, cette date semble improbable à d'autres car la présence de croisées d'ogives indique une finition postérieure.

### Commende et déclin

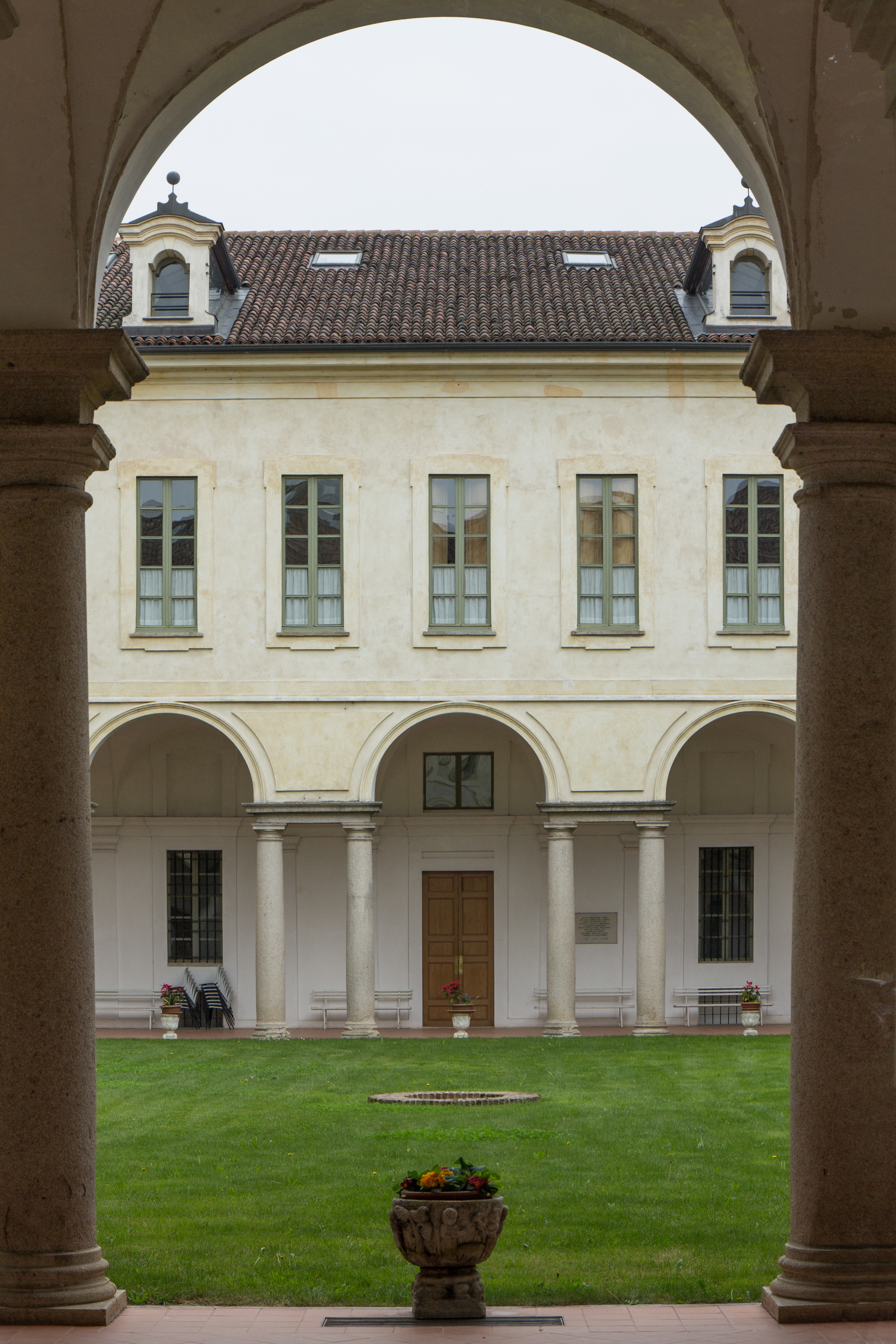
Abbaye de Casanova

À partir du XVe siècle, l'abbaye tombe sous le régime de la commende. Au XVIIe siècle, le prince Eugène de Savoie est nommé abbé commendataire à l'âge de sept ans.
Pour tenter d'en limiter les effets et retrouver une plus ferme observance de la règle, elle rejoint la congrégation italienne de Saint-Bernard ; cela n'enraye pas le déclin du nombre de moines, et, en 1775, l'abbaye ferme.

### Après les moines
En 1872, l'église abbatiale devient paroissiale.

## L'abbaye
L'abbaye est une construction entièrement de briques, qui porte fortement la marque des réaménagements du XVIIIe siècle.

### L'église abbatiale

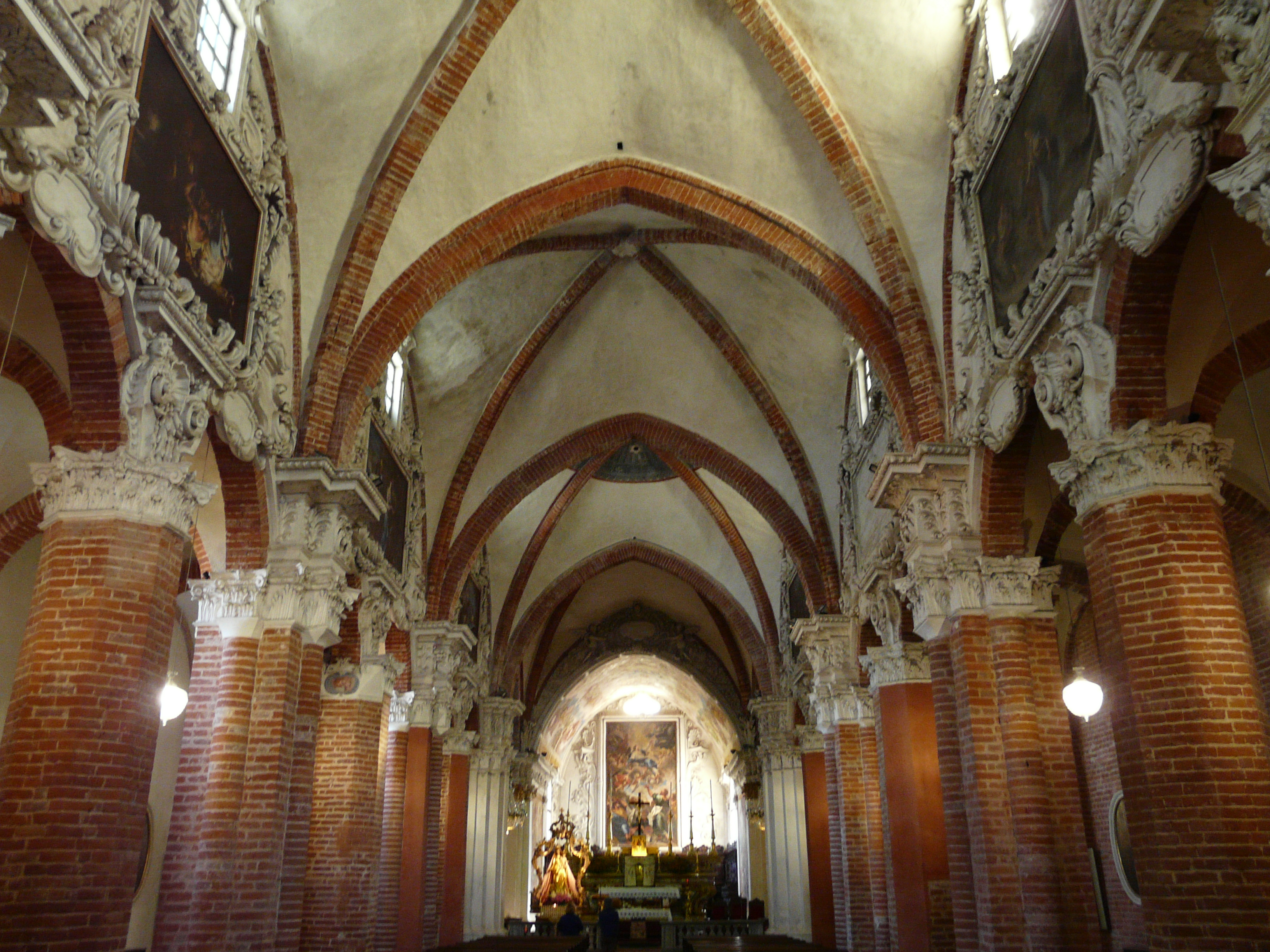
La nef de l'église abbatiale, les voûtes en croisées d'ogives et le chœur au fond.

L'église a été réaménagée entre 1743 et 1753 par l'architecte Giovanni Tommaso Prunotto (it) dans un style néoclassique. Pour le reste, c'est un bâtiment à la frontière entre les époques (et donc les styles) roman et gothique. L'abbatiale est à trois nefs, dont la principale comporte quatre travées presque carrées. Le transept, lui, est de trois travées également carrées, dont la travée centrale, à la croisée de la nef et du transept, est plus haute ; l'existence d'un trou manifestement destiné au passage des cordes servant à sonner les cloches montre qu'un clocher surmontait cette croisée. Le chœur est d'une seule travée, rectangulaire.
La façade de l'église est la partie qui a le plus évolué : elle a été rehaussée au XVIIIe siècle, et comporte des éléments architecturaux typiquement lombards.